# Seznam španělských letadlových lodí

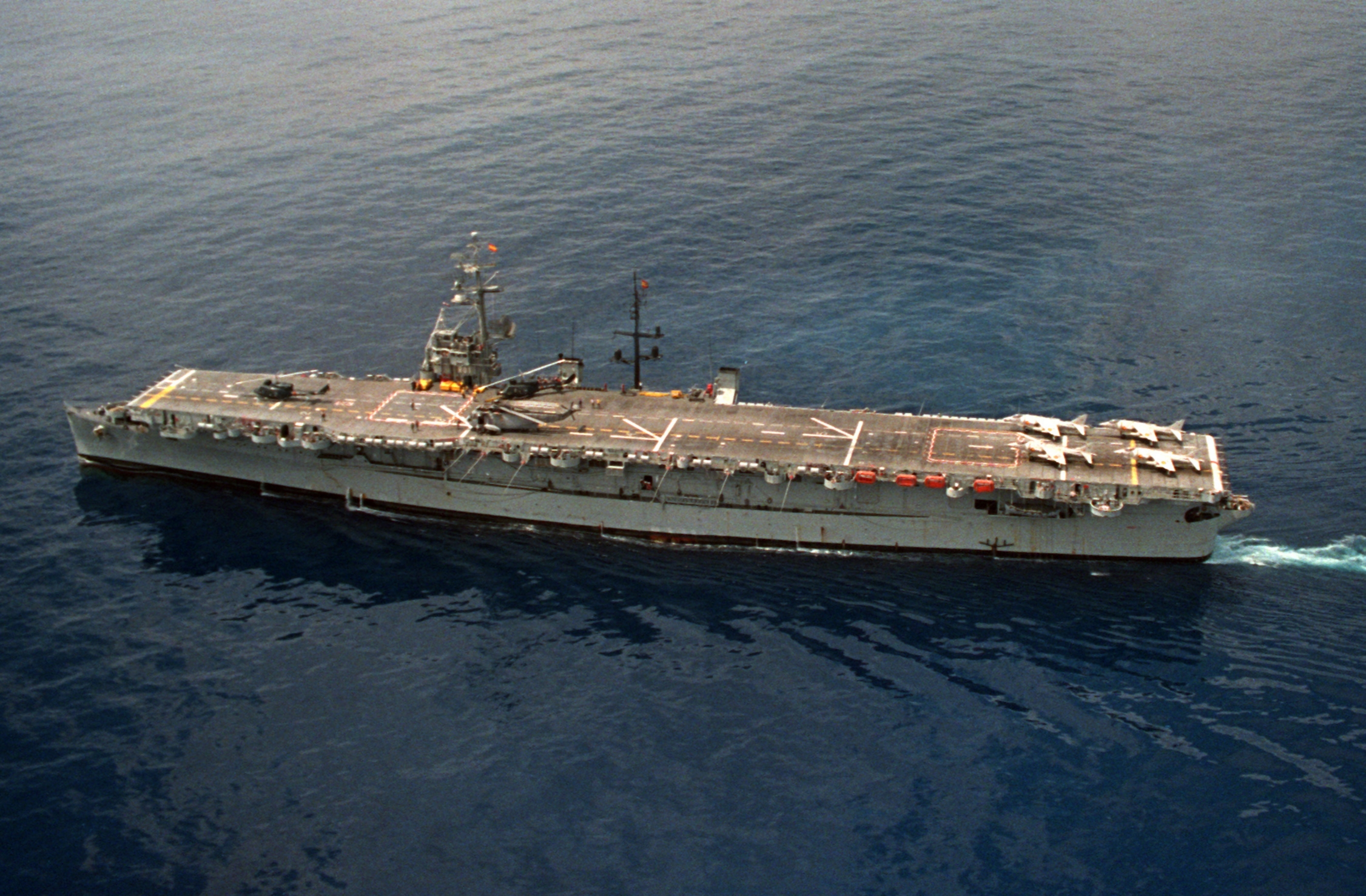
Letadlová loď Dédalo

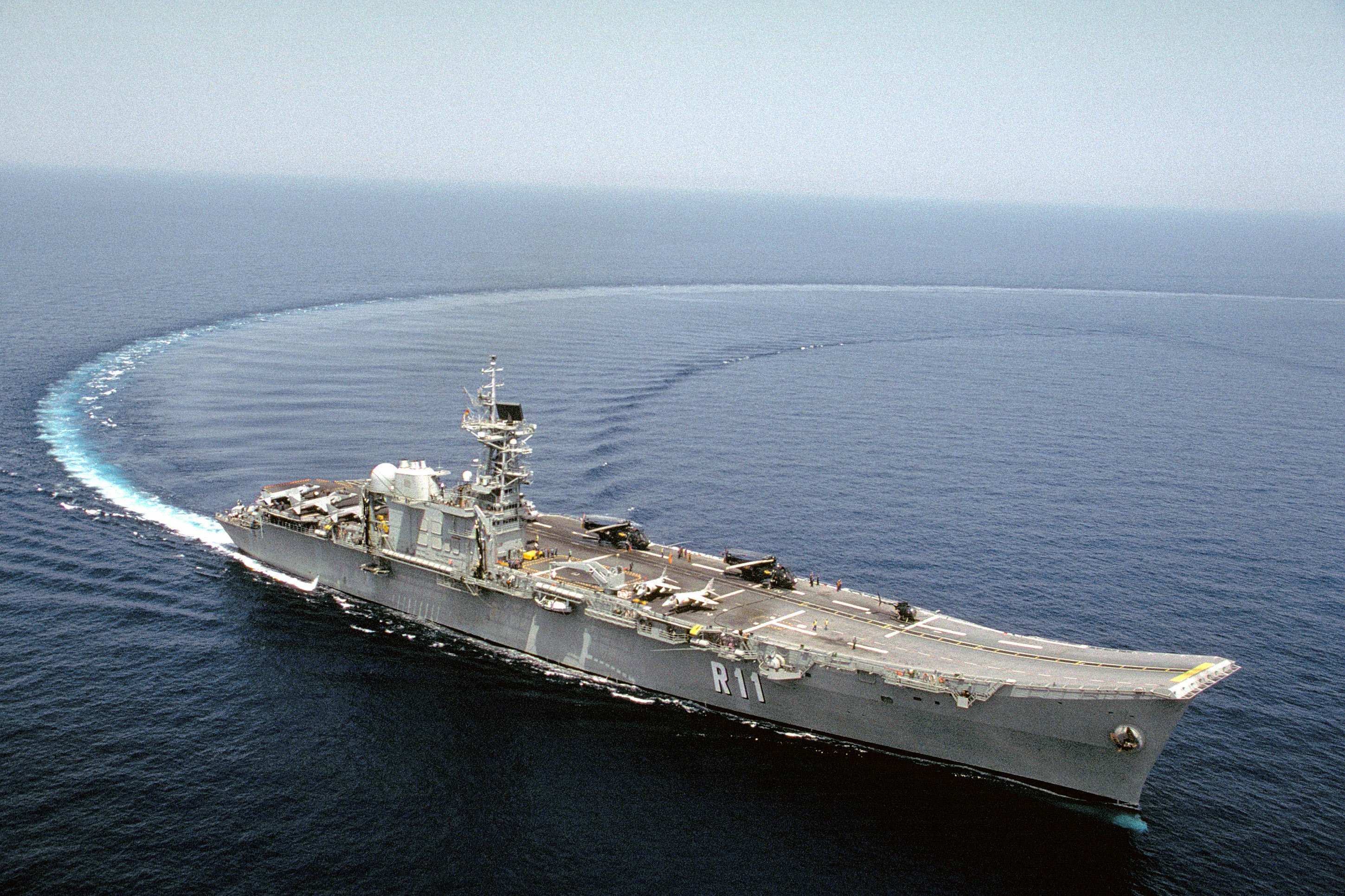
Letadlová loď Príncipe de Asturias

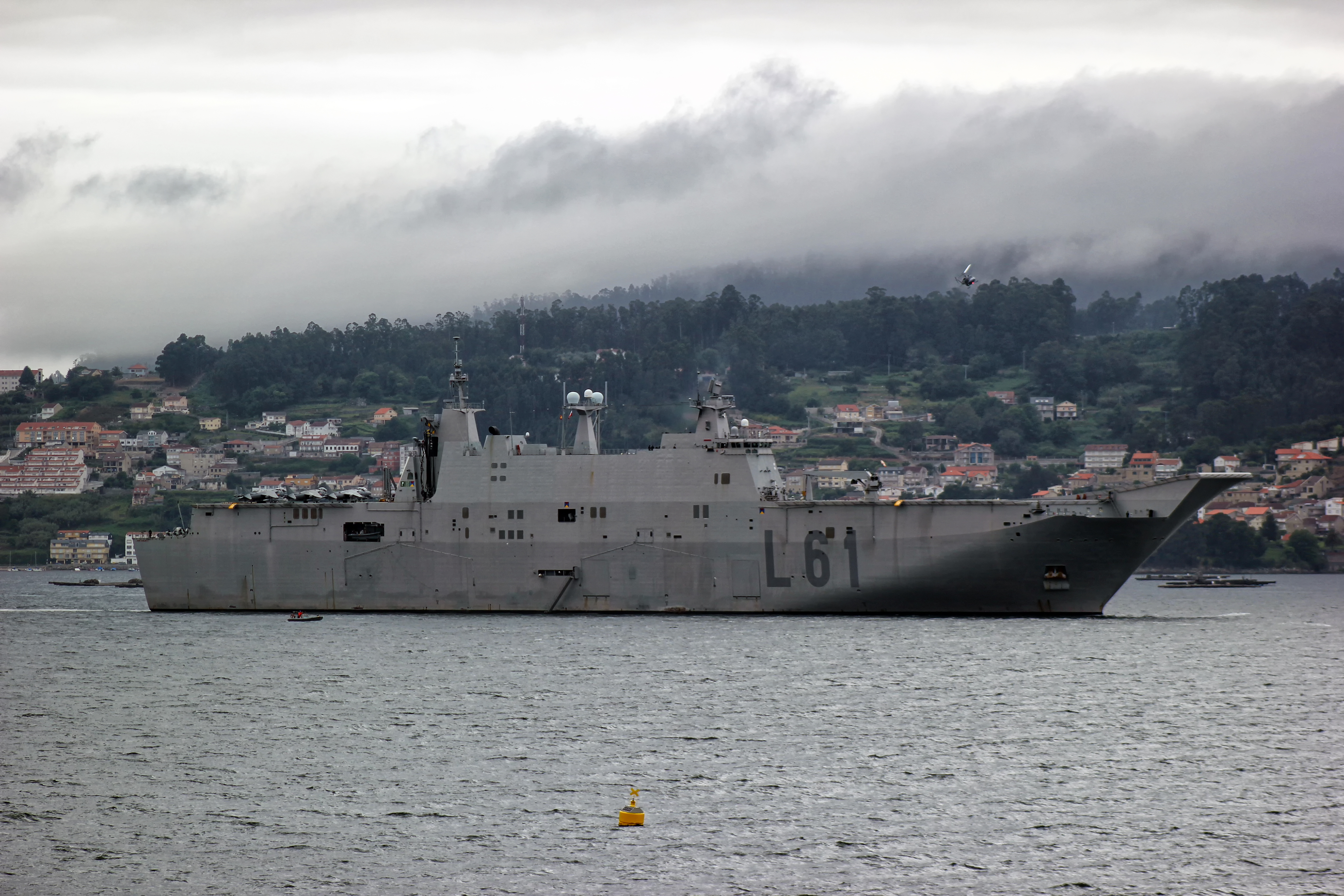
Vrtulníková výsadková loď Juan Carlos I

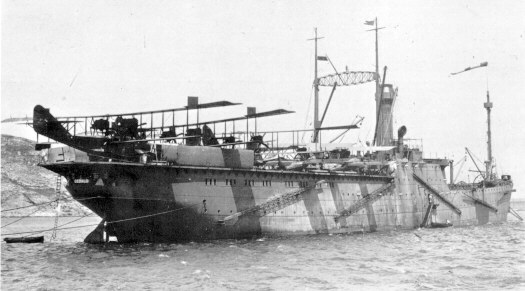
Nosič vrtulníků Dédalo

Seznam španělských letadlových lodí obsahuje všechny letadlové lodě, které sloužily nebo slouží u Španělského námořnictva.

## Letadlové lodě
- Dédalo – vyřazena
- Príncipe de Asturias – vyřazena

## Vrtulníkové výsadkové lodě
- Juan Carlos I – aktivní

## Nosiče hydroplánů
- Dédalo – vyřazena